# Lisandro Alonso
Lisandro Alonso (Buenos Aires, 2 de junho de 1975) é um cineasta e roteirista argentino.